# Paraliparis copei
Paraliparis copei е вид лъчеперка от семейство Liparidae.

## Разпространение и местообитание
Видът е разпространен в Антарктида, Габон, Гренландия, Канада, Намибия, Португалия (Азорски острови), САЩ, Френски южни и антарктически територии (Кергелен и Крозе) и Южна Африка.
Обитава крайбрежията на океани. Среща се на дълбочина от 24 до 1737,4 m, при температура на водата от 1,5 до 10,1 °C и соленост 32,1 – 35 ‰.